# Indopazifischer Großer Tümmler
Der Indopazifische Große Tümmler (Tursiops aduncus) ist eine dem Großen Tümmler (Tursiops truncatus) stark ähnelnde Delfinart, die im Indopazifik von der südlichen Küste Südafrikas und der Küste Ostafrikas sowie entlang der gesamten Nordküste des Indischen Ozeans bis zum tropischen westlichen Pazifik nach Südjapan, Nordaustralien und Melanesien vorkommt. Eine der größten Populationen dieser Art kommt in der Shark Bay in Westaustralien vor.

## Merkmale
Der Indopazifische Große Tümmler wird maximal 2,60 Meter lang und 230 kg schwer und bleibt damit kleiner als der Große Tümmler. Männchen sind durchschnittlich etwas größer als Weibchen. Der Körper ist schlanker, der Kopf kleiner, die Schnauze länger und dünner als beim Großen Tümmler. Die Melone ist weniger stark entwickelt und formt den Kopf weniger konvex. Die Finne (Rückenflosse) sitzt über der Körpermitte, ist sichelförmig und im Vergleich zum Großen Tümmler proportional höher, wogegen die Flipper (Brustflosse) hin und wieder proportional größer sind. Der Indopazifische Große Tümmler hat mehr Zähne als der Große Tümmler.
Seine Farbe ist im Allgemeinen grau bis hellbraun und manchmal mit einer kontrastierenden dunkleren Oberseite. Die Unterseite ist weißlich. Bei einer Minderheit der Tiere entwickelt sich mit zunehmendem Alter eine Punktzeichnung auf der Bauchseite. Augenstreifen und sonstige Male am Kopf und Schulterstreifen sind weniger deutlich als beim Großen Tümmler.

## Lebensweise
Der Indopazifische Große Tümmler lebt küstennah und gesellig, normalerweise in Schulen von 5 bis 15 Tieren, in einigen Fällen aber auch in sehr großen Gesellschaften von bis zu 1000 Tieren. In manchen Regionen vergesellschaftet er sich oft mit Exemplaren des Großen Tümmlers und Delfinen der Gattung Sousa. Er springt weniger oft als der Große Tümmler, ist weniger verspielt und Booten gegenüber scheuer. Wie der Große Tümmler ernährt er sich von Fischen und Kopffüßern.
Indopazifische Große Tümmler paaren sich und gebären im späten Frühjahr und im Sommer, in einigen Gebieten auch ganzjährig. Die Tragzeit beträgt 12 Monate. Die Neugeborenen sind 84 bis 110 cm lang und wiegen 9 bis 21 kg. Jungtiere sind einheitlicher und dunkler gefärbt als die Adulten.

## Systematik
Die Erstbeschreibung erfolgte 1833 durch den deutschen Zoologen Christian Gottfried Ehrenberg. Lange Zeit galt die Art als Unterart des Großen Tümmlers (T. truncatus). Aufgrund signifikanter genetischer Unterschiede, der größeren Anzahl von Zähnen und weiteren Unterschieden wird der Indopazifische Große Tümmler seit Ende der 1990er als eigenständige Art anerkannt (Rice 1998, Wang et al. 1999, 2000a, b). Möglicherweise ist Tursiops aduncus näher mit den Fleckendelfinen (Stenella) verwandt als mit dem Großen Tümmler.